# 赫沃伊内村委员会
赫沃伊内村委员会（俄语：Хвойненский сельсовет）是俄罗斯联邦阿穆尔州结雅区所属的一个村委员会。其下辖有1个居民点，行政中心为赫沃伊内。据2016年统计，该村委员会的人口为251人。